# Витоша къп
Витоша къп е официален футболен турнир от календара на БФС, който се провежда на стадион „Анева чешма“ в село Железница като предсезонно подготвително състезание. Организирането и администрирането на турнира е една от заложените дейности в Устава на „Сдружение Футболен клуб Железница“.

## Цели на турнира
Витоша къп“ предоставя платформа за предсезонна подготовка на клубовете и техните състезатели, дава възможност за реализиране на културен и спортен обмен и професионална изява. С осигуряването на отлични условия и приветлива обстановка, спомагащи за бягството от градския стрес и благодарение на стабилната нормативна база се провокира демонстрация на спортна етика по време на целия турнир, която спомага за развитие и популяризиране на аматьорския и масов футбол; провеждане на добра физическа подготовка при чиста околна среда; формиране на спортна култура и позитивно отношение към футбола; формиране на толерантно отношение и навици в посока „честна игра“, което изгражда авторитета на спорта футбол.

## Структура на турнира
Групова фаза. Участващите отбори са разпределени в предварителни групи след жребий.
Броят на предварителните групи се определя от този на участващите отбори.
Елиминационна фаза. Редът на класиране за елиминационната фаза се определя с Наредбата и зависи от формата на турнира (8, 12 или 16 отбора)

## Топ 4 от всяко издание на турнира
| Сезон | 1-ви                | 2-ри                | 3-ти                  | 4-ти              |
| ----- | ------------------- | ------------------- | --------------------- | ----------------- |
| 2018  | Железница           | Гранит (Владая)     | Надежда (Доброславци) | Рилец (Говедарци) |
| 2019  | Витоша (Бистрица) 2 | ЦСКА 1948 2         | Рилец (Говедарци)     | Банкя 2009        |
| 2020  | Витоша (Бистрица) 2 | Армейци (Кюстендил) | Козаро (Ботевград)    | Банкя 2009        |
| 2021  | Железница           | Марица Белово       | ФК Миньор (Бобов дол) | Зенит (Церово)    |